# Szentgyörgyvölgyi tehénszobor

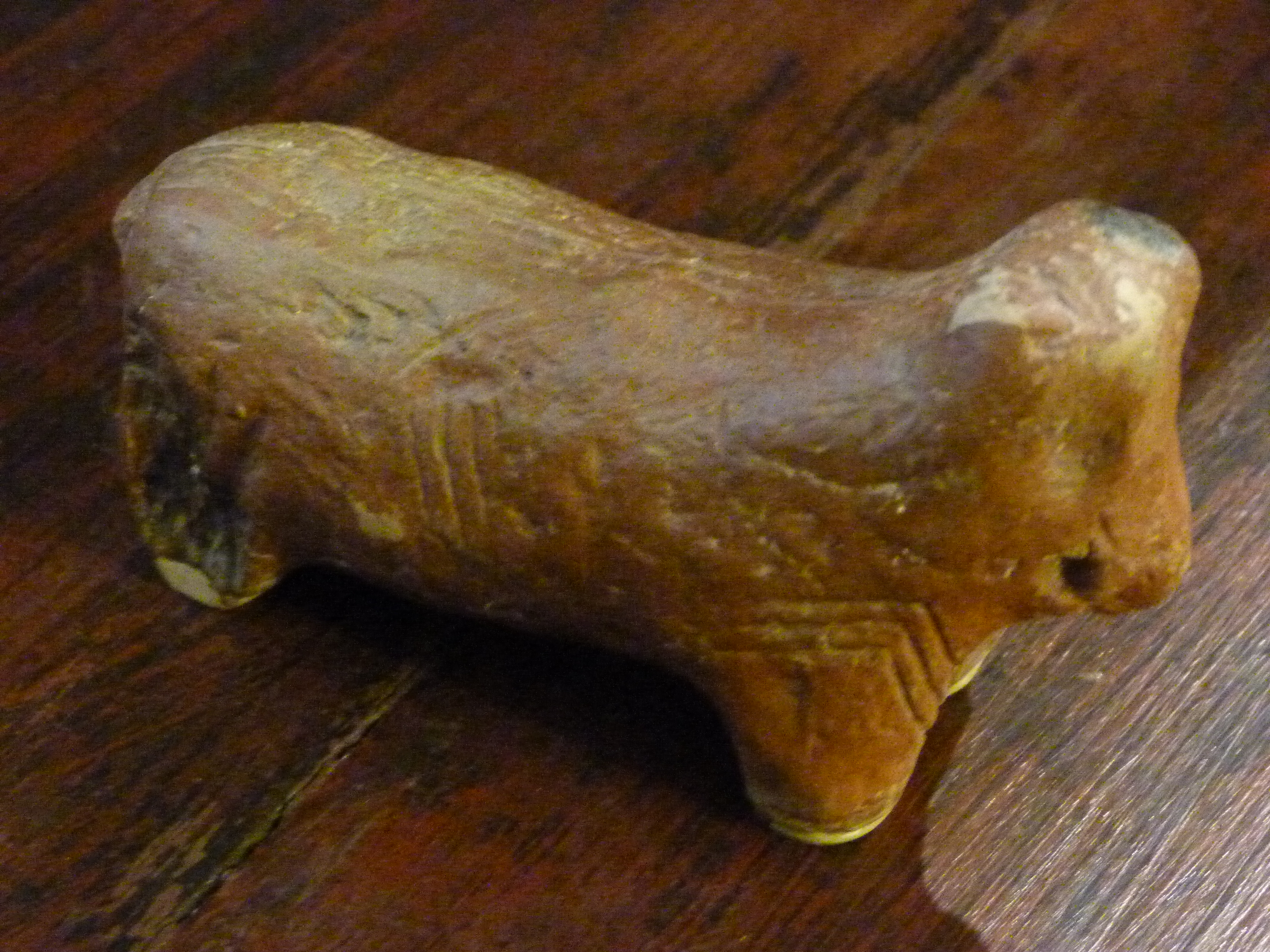
A szentgyörgyvölgyi tehénszobor másolata

A szentgyörgyvölgyi tehénszobor egy kb. 10 cm hosszúságú, égetett agyag szobrocska, amely 1995-ben került elő a Zala megyei Szentgyörgyvölgyön. A leletet a Bánffy Eszter régész által vezetett régészcsoport fedezte fel, és a vonaldíszes kerámia kultúrájába sorolta.
Bánffy Eszter szerint jól datálhatóan i. e. 5500 körül (azaz 7500 évvel ezelőtt) keletkezett. Az agyagszobrokon található karcolások a korban tipikus geometrikus vonaldíszek, amelyek a vonaldíszes kerámia kultúrájára jellemzőek.

## Története

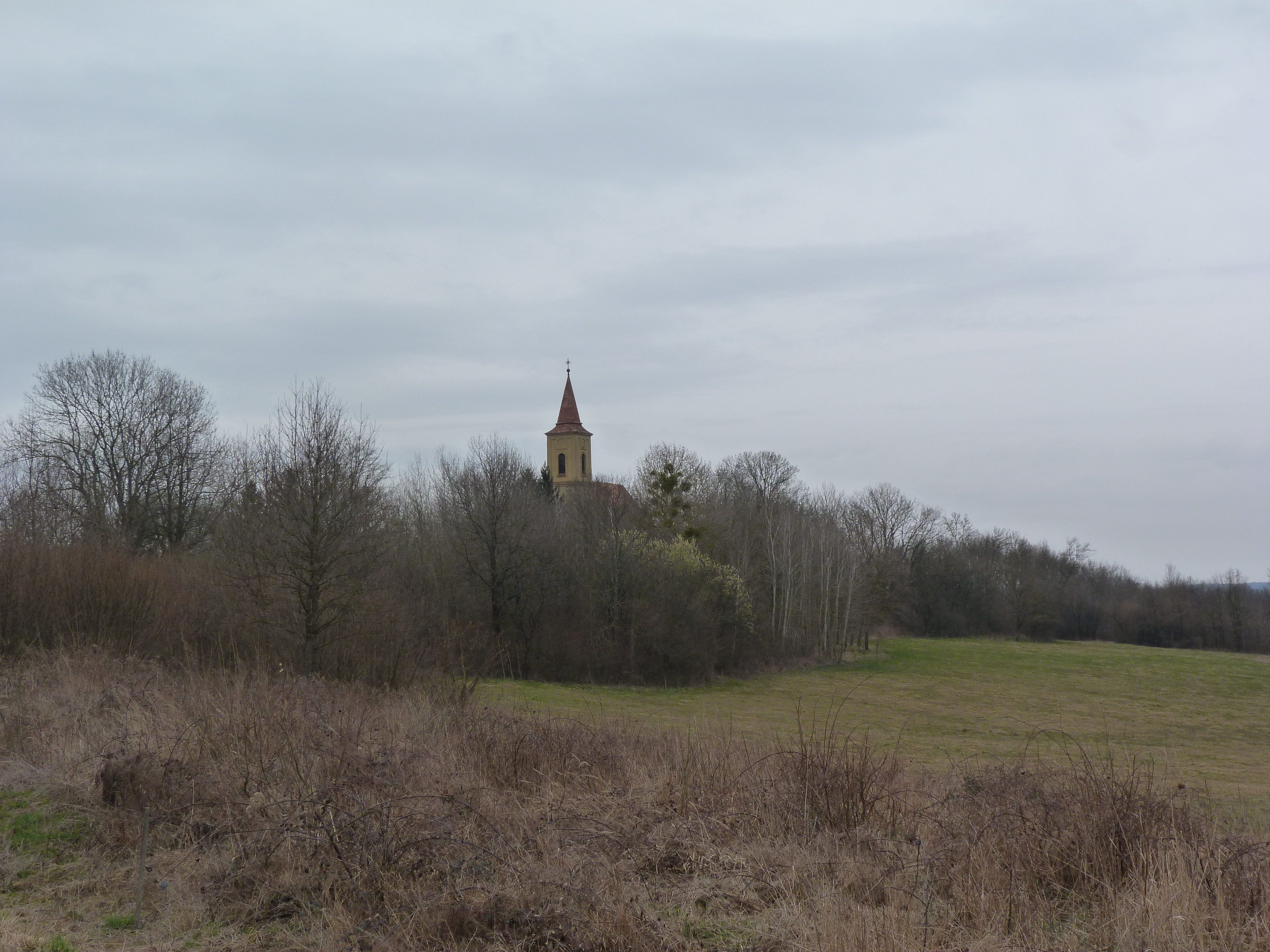
A szentgyörgyvölgyi tehénszobor megtalálásának helye

### Keletkezése
A szobrocskát a készítésekor kitűnő minőségűre égették. Az égetés minőségére jellemzőek a tárgy kisebb, kagylós jellegű törései. A szobrocskába határozott vonalakkal vésték bele a jeleket. Az "íróeszköz" egy forgó korong lehetett, amelyik V alakú árkot csiszolt a kemény agyagba. A vésés biztos vonalú és határozott, ami gyakorlott mesterre, kiterjedt kőkori gyakorlatra utal.[forrás?]

### Felfedezése
A szentgyörgyvölgyi tehénszobor egy tervszerű terepbejárás során felismert 7500 éves neolitikus település hiteles felásásakor került elő. A lelet a zalaegerszegi múzeum leltárában van nyilvántartva, de a budapesti Magyar Nemzeti Múzeum régészeti kiállításán tekinthető meg. A hiteles múzeumi másolat (írástörténeti ismertetővel együtt) a veleméri Sindümúzeum kiállításán látható. A neolitikus falu néhány épületét a közeli Csesztregen rekonstruálták és egy szabadidőparkban mutatják be.

## Leírása
A tehénszobor kb. 10 cm hosszúságú, sötétvörösre égetett agyag szobrocska, amelyen karcolások (bevésett jelek?) találhatók. A hasonló neolitikus tehénszobrocskákat a régészek a korabeli vallásos tevékenység kellékének tekintik. 
Az egyik lábon lévő sarok jel lekopott (egy pikkelyszerű résszel együtt lepattant).
Varga Géza az írás történetével foglalkozó amatőr kutató a lelet díszítésében is a székely–magyar rovásírás jeleit vélte felfedezni, állítása azonban erősen megkérdőjelezhető.